# Diocesi di Caliabria
La diocesi di Caliabria (in latino: Dioecesis Calabriensis) è una sede soppressa e sede titolare della Chiesa cattolica.

## Situazione geografica
La civitas Calabriga apparteneva alla provincia romana della Lusitania, anche se non se ne conosce esattamente il luogo. Il "parrocchiale suebo" e gli atti del concilio di Lugo del 569, anteriore alla fondazione della diocesi, collocano la città di Caliabria nel territorio della diocesi di Viseu. La città in passato è stata identificata con Montánchez nell'Estremadura, o con Almendra nel comune portoghese di Vila Nova de Foz Côa, o infine con Fermoselle nella provincia di Zamora. Studi recenti, hanno identificato il luogo di Caliabria in Portogallo, all'imboccatura dei fiumi Águeda e Côa con il Duero, a due chilometri da Castelo Melhor nel comune di Vila Nova de Foz Côa, e a circa 80 chilometri ad ovest di Ciudad Rodrigo. Così si esprime, per esempio, Fortunato de Almeida nella sua História da Igreja em Portugal:
(História da Igreja em Portugal, vol. I, 1967, p. 63.)

## Storia
La diocesi di Caliabria è documentata solo a partire dal VII secolo e fu perciò probabilmente eretta in epoca visigotica. In precedenza il suo territorio apparteneva alla diocesi di Viseu. Secondo una tradizione relativamente recente, Augustóbriga, l'antica Ciudad Rodrigo, sarebbe stata in epoca romana sede di una diocesi che in seguito, dopo l'invasione dei Visigoti, fu trasferita a Caliabria; storici recenti ritengono che non esiste alcuna prova dell'esistenza di una diocesi ad Augustóbriga in epoca romana.
Di questa antica diocesi, suffraganea dell'arcidiocesi di Augusta Emerita, capitale provinciale della Lusitania, sono noti i nomi di quattro vescovi, Servus Dei, Celedonio, Aloario e Ervigio, che parteciparono ai concili visigotici di Toledo e di Augusta Emerita. Della diocesi non si conosce più nulla dopo l'invasione Araba.
Nel 1161 fu fondata la diocesi di Ciudad Rodrigo e il suo primo vescovo portò, per tutta la sua vita, il titolo di Caliabriensis episcopus. Secondo alcuni storici (per esempio José Ignacio Martín Benito e Fidel Fita Colomé) l'assegnazione a Ciudad Rodrigo del titolo dell'antica diocesi di Caliabria fu un modo per giustificare, di fronte agli oppositori di Salamanca, l'esistenza della diocesi, che appariva così non come una nuova realtà ecclesiastica, ma semplicemente come restaurazione della diocesi visigotica. Infatti, nella bolla Ex litteris, con cui papa Alessandro III nel 1175 confermava l'erezione della diocesi di Ciudad Rodrigo, non si fa alcuna menzione all'antica Caliabria e ad una sua presunta restaurazione.
Dal 1978 Caliabria è annoverata tra le sedi vescovili titolari della Chiesa cattolica; dal 31 gennaio 2008 il vescovo titolare è Joaquim Augusto da Silva Mendes, S.D.B., già vescovo ausiliare di Lisbona.

## Cronotassi

### Vescovi
- Servus Dei † (prima del 633 - dopo il 646)
- Celedonio † (menzionato nel 653)
- Aloario † (menzionato nel 666)
- Ervigio † (prima del 688 - dopo il 693)

### Vescovi titolari
- Albert van Overbeke, C.I.C.M. † (10 settembre 1969 - 18 febbraio 1978 dimesso)
- José da Cruz Policarpo † (26 maggio 1978 - 5 marzo 1997 nominato arcivescovo coadiutore di Lisbona)
- Walmor Oliveira de Azevedo (21 gennaio 1998 - 28 gennaio 2004 nominato arcivescovo di Belo Horizonte)
- Paulo Francisco Machado (12 maggio 2004 - 2 gennaio 2008 nominato vescovo di Uberlândia)
- Joaquim Augusto da Silva Mendes, S.D.B., dal 31 gennaio 2008